# 苍白海兔螺
苍白海兔螺（学名：Margovula schilderorum），又名希氏缘梭螺，为梭螺科缘梭螺属的动物。在中国大陆，分布于福建等地。该物种的模式产地在福建福州的闽侯。